# إمديون (تاركة نتوشكة)
إمديون هي إحدى مشيخات المملكة المغربية، تتبع جغرافيا لإقليم شتوكة آيت باها وإداريًا لتاركة نتوشكة. يقدر عدد سكانها بـ 1242 نسمة حسب الإحصاء الرسمي للسكان والسكنى لسنة 2004.